# Comitatenses
Comitatenses es el plural en latín de comitatensis, adjetivo derivado originalmente de comitatus, que hace referencia a compañía, si bien en este contexto militar recibió un nuevo significado de 'ejército de campo', que a su vez procede la raíz comes (compañero).

## Historia
Históricamente adquirió un signficado sustantivado para hacer referencia a las tropas del ejército romano tardío, tanto legiones como tropas auxiliares, que no se encontraban meramente acantonadas en el limes, la frontera del imperio romano que abarcaba, entre otras zonas, el río Rin o el Danubio, las zonas geográficas cercanas a Persia y otras, como eran las tropas que recibían el nombre de limitanei o ripenses, que significa, cerca de las orillas, sino que eran tropas móviles. 
Su función sería hacer frente a las invasiones o campañas militares a gran escala que pudieran producirse en cualquier lugar del imperio, por lo que estaban compuestas de soldados de mejor preparación militar y equipamiento que los limitanei.
Además, había tropas de segunda línea llamadas pseudocomitatensis, otras tropas de élite a las órdenes del Magister militum llamadas Comitatenses palatini y los scholae, guardia personal del emperador del Bajo Imperio.